# Felsisch
| Indeling der stollingsgesteenten | Indeling der stollingsgesteenten | Indeling der stollingsgesteenten | Indeling der stollingsgesteenten | Indeling der stollingsgesteenten |
| -------------------------------- | -------------------------------- | -------------------------------- | -------------------------------- | -------------------------------- |
|                                  | % SiO2                           | uitvloeings- gesteente           | gang- gesteente                  | diepte- gesteente                |
| felsisch                         | >~70                             | ryoliet                          | granofier                        | graniet                          |
| felsisch                         | ~70-63                           | daciet                           | granodioriet                     | granodioriet                     |
| intermediair                     | 63-52                            | andesiet                         | dioriet                          | dioriet                          |
| mafisch                          | 52-45                            | basalt                           | doleriet                         | gabbro                           |
| ultramafisch                     | <45                              | komatiiet                        | peridotiet                       | peridotiet                       |

Felsisch (van Engels: feldspar - veldspaat) of (verouderd) zuur slaat in de geologie op gesteenten of mineralen die relatief veel silica (SiO2) en relatief weinig magnesium of ijzer bevatten. 
Felsische mineralen bevatten, op spoorelementen na, geen magnesium of ijzer. Voorbeelden zijn orthoklaas (kaliveldspaat), kwarts en alkali-rijke plagioklaas. Meestal hebben deze mineralen een lichte kleur, waardoor felsisch gesteente vaak ook een licht uiterlijk heeft. Voorbeelden van felsische stollingsgesteenten zijn graniet (intrusief), ryoliet (extrusief) en granofier (ganggesteente). Pegmatiet is meestal ook felsisch van samenstelling.
De tegenhanger van felsisch is mafisch gesteente, dat juist relatief veel zware elementen als magnesium en ijzer en relatief weinig silica bevat. Gesteente dat tussen mafisch en felsisch in zit, wordt intermediair genoemd.